# Quickborn (movimento giovanile)
Il Quickborn è un movimento giovanile tedesco fondato nel 1909 in Slesia, nella città di Neisse, con il nome iniziale di Gymnasiantenzirkel, Circolo degli studenti del ginnasio, dal prete Bernhard Strehler. Il gruppo crebbe velocemente dopo la prima guerra mondiale raggiungendo i 6500 membri di entrambi i sessi e portando tutte le attività all'interno del Castello di Rothenfels, situato nel centro della Germania.
Adattarono il gergo ed il misticismo dei Wandervögel, a cui si ispirarono, alla religione cattolica, rifacendosi al patrimonio religioso del medioevo, riadattando canzoni popolari cattoliche e riscoprendo i rituali e cerimonie dell'epoca medievale per cementare la comunità sulla base del modello Bündisch.
Le figure fondamentali per la costruzione del movimento furono tre religiosi: 
- Hermann Hoffmann, che promosse l'attività escursionistica e naturalistica;
- Klemens Neumann, che curò la parte relativa alle canzoni popolari;
- Bernhard Strehler, che si interessò della formazione religiosa.

## L'influenza di Romano Guardini
La figura più influente sul Movimento giovanile nel primo dopoguerra fu padre Romano Guardini, scrittore, teologo e filosofo, professore in quegli anni presso l'università di Berlino, che ne determinò la formazione e la crescita umana e spirituale, influenzando con il suo lavoro pedagogico non soltanto i giovani cattolici e non, ma anche il mondo adulto laico al di fuori della Chiesa cattolica.
Guardini organizzò il movimento fondandolo sull'autonomia dei giovani nell'organizzazione delle attività quotidiane e ricreative, ma allo stesso tempo mitigando questa loro indipendenza con il dovere dell'ascolto dei consigli degli adulti, genitori, educatori e religiosi: i membri del Quickborn erano prima di tutto giovani cattolici, di entrambi i sessi, e solo dopo membri del movimento Quickborn. La loro indipendenza e al contempo appartenenza al Movimento Giovanile Tedesco, unita alla fede cattolica e alla fedeltà alla Chiesa, li rese un gruppo originale ed allo stesso tempo fragile in quanto attirò le critiche delle stesse gerarchie ecclesiastiche che non tolleravano la libertà con cui vivevano la loro spiritualità.